# Das ausgekochte Schlitzohr ist wieder auf Achse
Das ausgekochte Schlitzohr ist wieder auf Achse (Originaltitel: Smokey and the Bandit II) ist eine US-amerikanische Actionkomödie des Regisseurs Hal Needham aus dem Jahr 1980. Der Film ist die Fortsetzung des Films Ein ausgekochtes Schlitzohr aus dem Jahr 1977. Der Alternativtitel, Ein ausgekochtes Schlitzohr ist wieder auf Achse, benutzt den unbestimmten Artikel.

## Handlung
Der Republikaner „Big Enos Burdette“ will als Kandidat für das Gouverneursamt in Texas aufgestellt werden. Der parteiinterne Wahlkampf gegen den Mitbewerber John Coen gerät wortwörtlich zur Schlammschlacht. Burdette wird deswegen anschließend von dem amtierenden Gouverneur zur Rede gestellt und hört zufällig mit, dass dieser den Transport einer Kiste aus Miami zum Parteikongress nach Texas anweist- wie sich später herausstellt, befindet sich darin eine Elefantenkuh (das republikanische Wappentier). Burdette beschließt, die Kiste zu entwenden und heimlich selbst nach Texas zu transportieren, um sich auf dem Kongress als Retter feiern zu lassen und so seine Wahlchancen zu verbessern. Für den Transport engagiert er erneut die beiden Trucker „Bandit“ und „Schneemann“. Dumm nur, dass Bandit von seiner Freundin „Frosch“ verlassen wurde und Alkoholiker geworden ist. „Schneemann“ versucht ihn für die neue Aufgabe fit zu machen, was schließlich gelingt.
Erneut verfolgt von Sheriff Buford T. Justice und seinem tumben Sohn ergeben sich eine Reihe von actionreichen Verfolgungsjagden, an deren Ende Bandit und Schneemann die Elefantenkuh pünktlich in Dallas abliefern und erneut dem Zugriff des Sheriffs entgehen können.

## Hintergrund
- Jackie Gleason übernahm in dem Film drei Rollen: Sheriff Buford T. Justice, Gaylord Justice und Reginald Van Justice.
- Burt Reynolds und Dom DeLuise standen fast gleichzeitig auch für Auf dem Highway ist die Hölle los gemeinsam vor der Kamera.
- Teile des Films wurden in Palm Beach County gedreht, unter anderem auch auf Burt Reynolds’ Ranch in Jupiter.
- Seine Kinopremiere hatte der Film in den Vereinigten Staaten am 15. August 1980.
- In Großbritannien, Australien und Neuseeland lief der Film unter dem Titel Smokey and the Bandit Ride Again.
- Bandit fährt einen 1980er Pontiac Firebird TransAm Turbo, der LKW ist ein GMC General.
- Der Pontiac Firebird ging nach den Dreharbeiten in den Besitz von Jerry Reed. Jetzt steht er im Museum der Country Music Hall of Fame in Nashville.

## Synchronisationen
Der Film wurde zwei Mal synchronisiert. Die erste Fassung entstand 1980 bei der Berliner Synchron GmbH Wenzel Lüdecke in Berlin. Arne Elsholtz schrieb das Dialogbuch und übernahm auch die Regie. Die zweite entstand 2005. Nach Meinung vieler Fans sind in der neuen (2.) Synchronfassung Wortwitz und Charme der einzelnen Charaktere verloren gegangen. Vielfach erhielt der Film (insbesondere bei Amazon.de) deswegen negative Bewertungen. Eine Version mit der alten bzw. originalen Synchronisationsfassung ist derzeit nicht erhältlich. Nachfolgende Liste gibt einen Überblick über die Synchronsprecher der beiden Versionen:
| Darsteller(in)     | Rolle                            | 1. Synchro          | 2. Synchro         |
| ------------------ | -------------------------------- | ------------------- | ------------------ |
| Burt Reynolds      | 'Bandit' / Bo Darville           | Christian Brückner  | Erich Räuker       |
| Jackie Gleason     | Sheriff Buford T. Justice        | Martin Hirthe       | Norbert Gastell    |
| Jackie Gleason     | Gaylord Justice                  | Martin Hirthe       | Norbert Gastell    |
| Jackie Gleason     | Reginald Van Justice             | Martin Hirthe       | Norbert Gastell    |
| Jerry Reed         | Cledus Snow / 'Snowman'          | Klaus Sonnenschein  | Thomas Albus       |
| Dom DeLuise        | Doc                              | Harry Wüstenhagen   | n.n.               |
| Sally Field        | Carrie / 'Frog'                  | Joseline Gassen     | Elisabeth von Koch |
| Paul Williams      | Little Enos Burdette             | Arne Elsholtz       | Tobias Lelle       |
| Pat McCormick      | Big Enos Burdette                | Gerd Duwner         | Michael Habeck     |
| David Huddleston   | John Coen                        | Heinz-Theo Branding | Harry Täschner     |
| Mike Henry         | Junior Justice                   | Joachim Pukaß       | Walter von Hauff   |
| John Anderson      | Gouverneur                       | Joachim Cadenbach   | Dirk Galuba        |
| Joe Greene         | Himself                          | Karl Schulz         | n.n.               |
| Joe Klecko         | Himself                          | Karl Schulz         | n.n.               |
| Don Williams       | Himself                          | Joachim Kemmer      | n.n.               |
| Terry Bradshaw     | Himself                          | Ingolf Gorges       | n.n.               |
| Jeffrey Bryan King | Football Player                  | n.n.                | Niko Macoulis      |
| Dudley Remus       | Everglades Gas Station Attendant | Ulrich Gressieker   | n.n.               |
| Nancy Lenehan      | Ramona                           | n.n.                | n.n.               |
| John Megna         | P.T.                             | n.n.                | n.n.               |
| Rick Allen         | Safari Park Attendant            | n.n.                | Niko Macoulis      |
| n.n.               | Aufnahmeleiter in den Outtakes   |                     | Niko Macoulis      |

## Kritik
Das Lexikon des internationalen Films sah eine Fortsetzung, in der „eine dürftige Geschichte mit spektakulären Actionszenen zu anspruchsloser Unterhaltung verarbeitet ist.“
TV Spielfilm nannte den Film eine „schlappe Fortsetzung“ mit „viel Geschepper und wenig Grips“.

## Fortsetzungen
1983 folgte mit Das ausgekochte Schlitzohr III der dritte und letzte Teil der Reihe, in dem Burt Reynolds nur noch einen Cameo-Auftritt hat und Jerry Reed als „Bandit“ unterwegs ist. Die Regie übernahm Dick Lowry.
1994 gab es, erneut unter der Regie von Hal Needham, eine vierteilige Reihe von Fernsehfilmen über den Charakter Bandit, die Titelrolle wurde hier von Brian Bloom gespielt.
- Bandit – Ein ausgekochtes Schlitzohr startet durch
- Bandit – Bandit Bandit
- Bandit – Ein ausgekochtes Schlitzohr und eine kühle Blonde
- Bandit – Ein ausgekochtes Schlitzohr gibt Gas